# Vodnářka rýžovištní
Vodnářka rýžovištní či cerberus vodní (Cerberus rynchops) je had z čeledi Homalopsidae, jehož domovinou je jižní a jihovýchodní Asie. Dorůstá spíše menší velikosti, v průměru asi půl metru, maximálně okolo 90 cm. Živí se téměř výhradně vodními živočichy, především malými rybami.

## Taxonomie
Vodnářku rýžovištní poprvé popsal Johann Gottlob Schneider v roce 1799 v díle Historiae Amphibiorum pod binomickým názvem Hydrus rynchops na základě kresby Patricka Russella v knize An account of Indian Serpents z roku 1796. Ohledně zařazení tohoto hada do správného rodu panovaly dalších několik let jisté zmatky. Plaz byl mimo jiné řazen i do rodu Python, tedy mezi krajty. Až Georges Cuvier ustavil rod Cerberus zahrnující několik asijských vodních hadů, do nějž byl následně přeřazen. Název Cerberus odkazuje na antickou mytologickou postavu Kerbera, neboť hlava hadů tohoto rodu připomíná psí. V roce 2012 došlo k taxonomické revizi a rod Cerberus byl vyčleněn na celkem 5 druhů, přičemž do té doby byly uznávány většinou 3.

## Popis
Vodnářka je na hřbetě a bocích zbarvena hnědě, šedě či olivově. Často jsou přítomny zřetelné či méně zřetelné pruhy šedočerné barvy. Břicho bývá bílé nebo krémové, mnohdy s tmavšími skvrnami. Hlava je prodloužená a zploštělá, zřetelně širší než krk. Oči výrazně vystupují z hlavy. Oční zorničky mají tvar vertikálně oválný. Šupiny připomínají kýl. Průměrná délka dospělého hada se pohybuje okolo 50 až 60 cm, maximální pak asi 90 cm, případně až 100 cm. Samice bývají o něco větší než samci. Od ostatních druhů rodu je rozeznatelná na základě 25 (nebo vzácně 23) řad šupin v prostřední části těla a na základě tvaru šupin na hlavě.

## Výskyt
Tento druh hada se vyskytuje v jižní a částečně v jihovýchodní Asii. Žije převážně při mořském pobřeží. Státy, v nichž se nachází, jsou následující: Bangladéš, Indie, Malajsie, Myanmar, Srí Lanka, Thajsko. Žije rovněž na Andamanech a Nikobarech. Vodnářky vyskytující se v jihovýchodní Asii, v Indonésii, na Filipínách, v Austrálii a v některých ostrovech Oceánie patří do jiných druhů, zpráva IUCN z roku 2010 v tomto obsahuje zastaralé informace.

## Ekologie a chování
Biotopem vodnářky jsou příbřežní území, do nichž se řadí mangrovové oblasti, přílivová jezírka, estuária a jiná říční ústí a písčité mělčiny. Dokáže žít ve slané, brakické i sladké vodě. Je to noční druh, který nicméně projevuje určitou aktivitu i za světla. Většinou se pohybuje ve vodě či v bahně. Není agresivní. Loví různé vodní živočichy, jako ryby (mnohdy úhoře), korýše a obojživelníky (většinou žáby). Sama vodnářka pak může padnout za oběť kupříkladu kočce rybářské.

### Rozmnožování
Jde o živorodého hada. Samice rodí 6 až 30 mláďat po zimě či v letních měsících. Ta měří při narození 15 až 25 cm. Nově narozená háďata mohou zůstat poblíž matky několik dalších dní.

## Hrozby
IUCN uvádí sice následující údaje k hrozbám: vodnářka byla dříve lovena na Filipínách kvůli své kůži, ale v současnosti (2009) to již nepokračuje. V Indonésii bylo v roce 1993 objeveno na trzích 775 000 kůží tohoto hada. Není jisté, zda používání kůží a obchod s nimi v tomto státě pokračuje i v současnosti, avšak dle taxonomické revize se týkají jiných druhů vodnářek, než je vodnářka rýžovištní.